# 大阪市立築港中学校
大阪市立築港中学校（おおさかしりつ ちっこうちゅうがっこう）は、大阪府大阪市港区にある公立中学校。
大阪市立港中学校の過大規模解消のため、同校から分離する形で1978年に創立した。

## 沿革
- 1976年11月20日 - 大阪市立港第五中学校（仮称）建設促進委員会が発足。
- 1977年8月25日 - 新築工事を着工。
- 1978年4月1日 - 大阪市立築港中学校として開校。2年生を大阪市立港中学校より移籍。
- 1979年5月23日 - 開校記念式典。
- 1986年4月1日 - 養護学級を設置。

## 著名な出身者
- 西川龍馬（プロ野球選手）
- 高嶋香帆(グラビアアイドル)
- 梶恵理子(Youtuber)

## 通学区域
- 大阪市立港晴小学校と大阪市立築港小学校の通学区域。

大阪市港区 港晴1丁目-5丁目、築港1丁目-4丁目、海岸通1丁目-4丁目。

## 交通
- Osaka Metro中央線 大阪港駅 南東へ約600m。